# Nicrophorus quadrimaculatus
Nicrophorus quadrimaculatus är en skalbaggsart som beskrevs av Matthews 1888. Nicrophorus quadrimaculatus ingår i släktet Nicrophorus och familjen asbaggar. Inga underarter finns listade i Catalogue of Life.